# Benešov nad Ploučnicí
Benešov nad Ploučnicí település Csehországban, Děčíni járásban. Benešov nad Ploučnicí Dobrná, Heřmanov, Malá Veleň, Františkov nad Ploučnicí és Dolní Habartice településekkel határos. Lakosainak száma 3574 fő (2024. január 1.).

## Népesség
A település lakosságának változását az alábbi diagram mutatja:
| Lakosok száma | 2379 | 3957 | 3877 | 3570 | 4758 | 3785 | 3782 | 3716 | 3540 | 3574 |
|               | 1869 | 1900 | 1921 | 1961 | 1980 | 2011 | 2016 | 2019 | 2021 | 2024 |